# Ronde van Denemarken 2013
De 23e editie van de wielerwedstrijd Ronde van Denemarken (Deens: Danmark Rundt 2013) werd gehouden van 31 juli tot en met 4 augustus 2013 in Denemarken. De meerdaagse wielerkoers maakte deel uit van de UCI Europe Tour 2013. De Nederlander Wilco Kelderman won de rittenkoers en volgde hiermee Lieuwe Westra op.

## Deelnemende Ploegen
UCI World Tour-ploegen
- Omega Pharma-Quickstep
- Belkin Pro Cycling
- Team Garmin-Sharp
- Lotto-Belisol
- Vacansoleil-DCM
- Team Saxo-Tinkoff
- Katjoesja

Professionele continentale ploegen
- IAM Cycling
- Team Europcar
- Topsport Vlaanderen-Baloise
- Bardiani Valvole-CSF Inox
- Novo Nordisk

Continentale ploegen
- Team Cult Energy
- TRE-FOR
- Blue Water Cycling
- Concordia Forsikring Riwal

Nationale jeugdselectie
- Team Post Danmark

## Deelnemende Belgen en Nederlanders
| Naam                     | Rugnummer | Nationaliteit | Ploeg                       | Uitslag |
| ------------------------ | --------- | ------------- | --------------------------- | ------- |
| Wouter Mol               | 1         | Nederland     | Vacansoleil-DCM             | 19      |
| Björn Leukemans          | 3         | België        | Vacansoleil-DCM             | 21      |
| Martijn Keizer           | 4         | Nederland     | Vacansoleil-DCM             | 27      |
| Pim Ligthart             | 5         | Nederland     | Vacansoleil-DCM             | 48      |
| Barry Markus             | 6         | Nederland     | Vacansoleil-DCM             | 70      |
| Kenny van Hummel         | 7         | Nederland     | Vacansoleil-DCM             | 77      |
| Rob Ruijgh               | 8         | Nederland     | Vacansoleil-DCM             | 49      |
| Theo Bos                 | 21        | Nederland     | Belkin Pro Cycling          | 108     |
| Jos van Emden            | 23        | Nederland     | Belkin Pro Cycling          | 44      |
| Marc Goos                | 24        | Nederland     | Belkin Pro Cycling          | 51      |
| Moreno Hofland           | 25        | Nederland     | Belkin Pro Cycling          | 53      |
| Wilco Kelderman          | 26        | Nederland     | Belkin Pro Cycling          | 1       |
| Rick Flens               | 27        | Nederland     | Belkin Pro Cycling          | 79      |
| Maarten Tjallingii       | 28        | Nederland     | Belkin Pro Cycling          | 36      |
| Michel Kreder            | 34        | Nederland     | Team Garmin-Sharp           | 16      |
| Martijn Maaskant         | 35        | Nederland     | Team Garmin-Sharp           | 94      |
| Sébastien Rosseler       | 37        | België        | Team Garmin-Sharp           | DNF     |
| Brian Bulgaç             | 42        | Nederland     | Lotto-Belisol               | DNF     |
| Sander Cordeel           | 43        | België        | Lotto-Belisol               | 63      |
| Jens Debusschere         | 44        | België        | Lotto-Belisol               | 59      |
| Kenny Dehaes             | 45        | België        | Lotto-Belisol               | 89      |
| Olivier Kaisen           | 46        | België        | Lotto-Belisol               | 68      |
| Maarten Neyens           | 47        | België        | Lotto-Belisol               | 62      |
| Fréderique Robert        | 48        | België        | Lotto-Belisol               | 109     |
| Julien Vermote           | 62        | België        | Omega Pharma-Quick Step     | 52      |
| Iljo Keisse              | 64        | België        | Omega Pharma-Quick Step     | 112     |
| Stijn Vandenbergh        | 66        | België        | Omega Pharma-Quick Step     | 65      |
| Guillaume Van Keirsbulck | 67        | België        | Omega Pharma-Quick Step     | DNF     |
| Michael Van Staeyen      | 91        | België        | Topsport Vlaanderen-Baloise | DNF     |
| Jelle Wallays            | 92        | België        | Topsport Vlaanderen-Baloise | 8       |
| Yves Lampaert            | 93        | België        | Topsport Vlaanderen-Baloise | 54      |
| Pieter Vanspeybrouck     | 94        | België        | Topsport Vlaanderen-Baloise | 67      |
| Arthur Van Overberghe    | 95        | België        | Topsport Vlaanderen-Baloise | 22      |
| Laurens de Vreese        | 96        | België        | Topsport Vlaanderen-Baloise | 17      |
| Gijs Van Hoecke          | 97        | België        | Topsport Vlaanderen-Baloise | 20      |
| Tim Declercq             | 98        | België        | Topsport Vlaanderen-Baloise | 18      |
| Kevyn Ista               | 105       | België        | IAM Cycling                 | 15      |
| Kristof Goddaert         | 108       | België        | IAM Cycling                 | 81      |
| Kevin Demesmaeker        | 114       | België        | Novo Nordisk                | 91      |
| Martijn Verschoor        | 117       | Nederland     | Novo Nordisk                | 69      |

## Etappe-overzicht
| etappe | datum      | start      | finish        | afstand       | winnaar             | klassementsleider   |
| ------ | ---------- | ---------- | ------------- | ------------- | ------------------- | ------------------- |
| 1e     | 31 juli    | Silkeborg  | Varde         | 180 km        | Magnus Cort Nielsen | Magnus Cort Nielsen |
| 2e     | 1 augustus | Ribe       | Sønderborg    | 180 km        | Matti Breschel      | Magnus Cort Nielsen |
| 3e     | 2 augustus | Sønderborg | Vejle         | 200 km        | Matti Breschel      | Matti Breschel      |
| 4e     | 3 augustus | Høng       | Asnæs         | 105 km        | Magnus Cort Nielsen | Matti Breschel      |
| 5e     | 3 augustus | Holbæk     | Holbæk        | 12.1 km (ITR) | Wilco Kelderman     | Wilco Kelderman     |
| 6e     | 4 augustus | Roskilde   | Frederiksberg | 165 km        | Mark Cavendish      | Wilco Kelderman     |

## Etappe-uitslagen

### 1e etappe
| Silkeborg - Varde (180 km) |                     |                            |          |
| Plaats                     | Naam                | Ploeg                      | Tijd     |
| Winnaar                    | Magnus Cort Nielsen | Team Cult Energy           | 4u32'24" |
| 2                          | Nikola Aistrup      | Concordia Forsikring-Riwal | z.t.     |
| 3                          | Lars Bak            | Lotto-Belisol              | z.t.     |
|                            |                     |                            |          |
| 6                          | Kenny Dehaes        | Lotto-Belisol              | + 10"    |
| 8                          | Barry Markus        | Vacansoleil-DCM            | + 10"    |

| Algemeen klassement |                     |                            |          |
| Plaats              | Naam                | Ploeg                      | Tijd     |
| Gele trui           | Magnus Cort Nielsen | Team Cult Energy           | 4u32'13" |
| 2                   | Nikola Aistrup      | Concordia Forsikring-Riwal | +1"      |
| 3                   | Lars Bak            | Lotto-Belisol              | +7"      |
|                     |                     |                            |          |
| 4                   | Pim Ligthart        | Vacansoleil-DCM            | + 15"    |
| 8                   | Kenny Dehaes        | Lotto-Belisol              | + 21"    |

### 2e etappe
| Ribe - Sønderborg (180 km) |                |                    |          |
| Plaats                     | Naam           | Ploeg              | Tijd     |
| Winnaar                    | Matti Breschel | Team Saxo-Tinkoff  | 4u17'38" |
| 2                          | Marko Kump     | Team Saxo-Tinkoff  | z.t.     |
| 3                          | Moreno Hofland | Belkin Pro Cycling | z.t.     |
|                            |                |                    |          |
| 7                          | Kenny Dehaes   | Lotto-Belisol      | z.t      |

| Algemeen klassement |                     |                            |          |
| Plaats              | Naam                | Ploeg                      | Tijd     |
| Gele trui           | Magnus Cort Nielsen | Team Cult Energy           | 8u49'51" |
| 2                   | Nikola Aistrup      | Concordia Forsikring-Riwal | + 1"     |
| 3                   | Lars Bak            | Lotto-Belisol              | + 7"     |
|                     |                     |                            |          |
| 5                   | Pim Ligthart        | Vacansoleil-DCM            | + 15"    |
| 13                  | Kenny Dehaes        | Lotto-Belisol              | + 21"    |

### 3e etappe
| Sønderborg - Vejle (200 km) |                     |                           |          |
| Plaats                      | Naam                | Ploeg                     | Tijd     |
| Winnaar                     | Matti Breschel      | Team Saxo-Tinkoff         | 4u44'41" |
| 2                           | Francesco Bongiorno | Bardiani Valvole-CSF Inox | z.t.     |
| 3                           | Wilco Kelderman     | Belkin Pro Cycling        | z.t.     |
|                             |                     |                           |          |
| 6                           | Jelle Wallays       | Topsport Vlaanderen       | + 9"     |

| Algemeen klassement |                     |                           |           |
| Plaats              | Naam                | Ploeg                     | Tijd      |
| Gele trui           | Matti Breschel      | Team Saxo-Tinkoff         | 13u34'33" |
| 2                   | Lars Bak            | Lotto-Belisol             | + 6"      |
| 3                   | Francesco Bongiorno | Bardiani Valvole-CSF Inox | + 14"     |
|                     |                     |                           |           |
| 4                   | Wilco Kelderman     | Belkin Pro Cycling        | + 16"     |
| 6                   | Jelle Wallays       | Topsport Vlaanderen       | + 29"     |

### 4e etappe
| Høng - Asnæs (105 km) |                     |                           |          |
| Plaats                | Naam                | Ploeg                     | Tijd     |
| Winnaar               | Magnus Cort Nielsen | Team Cult Energy          | 2u19'57" |
| 2                     | Sonny Colbrelli     | Bardiani Valvole-CSF Inox | +2"      |
| 3                     | Pim Ligthart        | Vacansoleil-DCM           | +2"      |
|                       |                     |                           |          |
| 7                     | Björn Leukemans     | Vacansoleil-DCM           | + 3"     |

| Algemeen klassement |                     |                           |           |
| Plaats              | Naam                | Ploeg                     | Tijd      |
| Gele trui           | Matti Breschel      | Team Saxo-Tinkoff         | 15u54'33" |
| 2                   | Lars Bak            | Lotto-Belisol             | +4"       |
| 3                   | Francesco Bongiorno | Bardiani Valvole-CSF Inox | +14"      |
|                     |                     |                           |           |
| 4                   | Wilco Kelderman     | Belkin Pro Cycling        | +16"      |
| 6                   | Jelle Wallays       | Topsport Vlaanderen       | +29"      |

### 5e etappe
| Holbæk - Holbæk (12.1 km ITR) |                 |                     |        |
| Plaats                        | Naam            | Ploeg               | Tijd   |
| Winnaar                       | Wilco Kelderman | Belkin Pro Cycling  | 14'35" |
| 2                             | Timofej Kritski | Katjoesja           | +2"    |
| 3                             | Martin Elmiger  | IAM Cycling         | +3"    |
|                               |                 |                     |        |
| 19                            | Yves Lampaert   | Topsport Vlaanderen | +19"   |

| Algemeen klassement |                 |                     |           |
| Plaats              | Naam            | Ploeg               | Tijd      |
| Gele trui           | Wilco Kelderman | Belkin Pro Cycling  | 16u09'25" |
| 2                   | Lars Bak        | Lotto-Belisol       | +6"       |
| 3                   | Matti Breschel  | Team Saxo-Tinkoff   | +15"      |
|                     |                 |                     |           |
| 7                   | Jelle Wallays   | Topsport Vlaanderen | +51"      |

### 6e etappe
| Roskilde - Frederiksberg (165 km) |                  |                        |          |
| Plaats                            | Naam             | Ploeg                  | Tijd     |
| Winnaar                           | Mark Cavendish   | Omega Pharma-Quickstep | 3u33'13" |
| 2                                 | Bryan Coquard    | Team Europcar          | z.t.     |
| 3                                 | Tyler Farrar     | Team Garmin-Sharp      | z.t.     |
|                                   |                  |                        |          |
| 6                                 | Kenny van Hummel | Vacansoleil-DCM        | z.t.     |
| 9                                 | Yves Lampaert    | Topsport Vlaanderen    | z.t.     |

## Eindklassementen
| Plaats    | Naam                       | Ploeg                     | Tijd      |
| --------- | -------------------------- | ------------------------- | --------- |
| Gele trui | Wilco Kelderman            | Belkin Pro Cycling        | 19u42'37" |
| 2         | Lars Bak                   | Lotto-Belisol             | +6"       |
| 3         | Matti Breschel             | Team Saxo-Tinkoff         | +15"      |
| 4         | Edoardo Zardini            | Bardiani Valvole-CSF Inox | +33"      |
| 5         | Francesco Manuel Bongiorno | Bardiani Valvole-CSF Inox | +38"      |
| 6         | Juan Antonio Flecha        | Vacansoleil-DCM           | +47"      |
| 7         | Mark Cavendish             | Omega Pharma-Quickstep    | +47"      |
| 8         | Jelle Wallays              | Topsport Vlaanderen       | +51"      |
| 9         | Magnus Cort Nielsen        | Team Cult Energy          | +1'08"    |
| 10        | Troels Vinther             | Team Cult Energy          | +1'11"    |

| Plaats      | Naam                | Ploeg              | Punten |
| ----------- | ------------------- | ------------------ | ------ |
| Blauwe trui | Wilco Kelderman     | Belkin Pro Cycling | 41     |
| 2           | Matti Breschel      | Team Saxo-Tinkoff  | 39     |
| 3           | Magnus Cort Nielsen | Team Cult Energy   | 31     |
|             |                     |                    |        |
| 10          | Björn Leukemans     | Vacansoleil-DCM    | 17     |

| Plaats      | Naam                   | Ploeg                      | Punten |
| ----------- | ---------------------- | -------------------------- | ------ |
| Groene trui | Martin Mortensen       | Concordia Forsikring-Riwal | 42     |
| 2           | Søren Kragh Andersen   | TRE-FOR                    | 30     |
| 3           | Asbjørn Kragh Andersen | TRE-FOR                    | 26     |
|             |                        |                            |        |
| 6           | Marc Goos              | Belkin Pro Cycling         | 14     |
| 8           | Kristof Goddaert       | IAM Cycling                | 12     |

| Plaats     | Naam                | Ploeg               | Tijd      |
| ---------- | ------------------- | ------------------- | --------- |
| Witte trui | Wilco Kelderman     | Belkin Pro Cycling  | 19u42'37" |
| 2          | Magnus Cort Nielsen | Team Cult Energy    | +1'08"    |
| 3          | Gijs Van Hoecke     | Topsport Vlaanderen | +1'32"    |

| Plaats | Ploeg                     | Tijd      |
| ------ | ------------------------- | --------- |
| 1      | Bardiani Valvole-CSF Inox | 59u10'10" |
| 2      | Vacansoleil-DCM           | +16"      |
| 3      | Topsport Vlaanderen       | +1404"    |

1985 · 1986 · 1987 · 1988 · 1989-1994 · 1995 · 1996 · 1997 · 1998 · 1999 · 2000 · 2001 · 2002 · 2003 · 2004 · 2005 · 2006 · 2007 · 2008 · 2009 · 2010 · 2011 · 2012 · 2013 · 2014 · 2015 · 2016 · 2017 · 2018 · 2019 · 2020 · 2021 · 2022 · 2023 · 2024
Etappewedstrijden

 Ster van Bessèges · 
 Ronde van de Middellandse Zee · 
 Ruta del Sol · 
 Ronde van de Algarve · 
 Ronde van de Haut-Var · 
 Driedaagse van West-Vlaanderen · 
 Internationale Wielerweek · 
 Internationaal Wegcriterium · 
 Driedaagse van De Panne-Koksijde · 
 Ronde van de Sarthe · 
 Ronde van Trentino · 
 Ronde van Turkije · 
 Ronde van Asturië · 
 Vierdaagse van Duinkerke · 
 Ronde van Azerbeidzjan · 
 Szlakiem Grodòw Piastowskich · 
 Ronde van Castilië en León · 
 Ronde van Picardië · 
 Ronde van Noorwegen · 
 World Ports Classic · 
 Ronde van Beieren · 
 Ronde van België · 
 Tour des Fjords · 
 Ronde van Estland · 
 Ronde van Luxemburg · 
 Boucles de la Mayenne · 
 Ster ZLM Toer · 
 Ronde van Slovenië · 
 Route du Sud · 
 Ronde van Oostenrijk · 
 Sibiu Cycling Tour · 
 Ronde van Wallonië · 
 Ronde van Portugal · 
 Ronde van Denemarken · 
 Ronde van de Ain · 
 Ronde van Burgos · 
 Arctic Race of Norway · 
 Ronde van de Limousin · 
 Ronde van Poitou-Charentes · 
 Wielerweek van Lombardije · 
 Ronde van Groot-Brittannië · 
 Ronde van Gévaudan Languedoc-Roussillon · 
 Eurométropole Tour
Eendaagse wedstrijden

 GP La Marseillaise · 
 Grote Prijs van de Etruskische Kust · 
 Trofeo Palma · 
 Trofeo Ses Salines · 
 Trofeo Serra de Tramuntana · 
 Trofeo Platja de Muro · 
 Trofeo Laigueglia · 
 Ronde van Murcia · 
 Omloop Het Nieuwsblad · 
 Classic Sud Ardèche · 
 GP Lugano · 
 Clásica de Almería · 
 Kuurne-Brussel-Kuurne · 
 La Drôme Classic · 
 Le Samyn · 
 GP Città di Camaiore · 
 Strade Bianche · 
 Roma Maxima · 
 Ronde van Drenthe · 
 Dwars door Drenthe · 
 Nokere Koerse · 
 GP Nobili Rubinetterie · 
 Handzame Classic · 
 Classic Loire-Atlantique · 
 Grote Prijs van Cholet-Pays de Loire · 
 Dwars door Vlaanderen · 
 Route Adélie de Vitré · 
 Volta Limburg Classic · 
 Grote Prijs Miguel Indurain · 
 Ronde van La Rioja · 
 Scheldeprijs · 
 GP Pino Cerami · 
 Klasika Primavera · 
 Parijs-Camembert · 
 Brabantse Pijl · 
 GP Denain · 
 Ronde van de Finistère · 
 Tro Bro Léon · 
 Ronde van Keulen · 
 La Roue Tourangelle · 
 Rund um den Finanzplatz Eschborn-Frankfurt · 
 Ronde van de Somme · 
 ProRace Berlin · 
 Grote Prijs van Plumelec · 
 Boucles de l'Aulne · 
 Ronde van Zeeland Seaports · 
 Trofeo Melinda · 
 GP Kanton Aargau · 
 Ronde van Limburg · 
 Ronde van de Apennijnen · 
 Halle-Ingooigem · 
 Trofeo Matteotti · 
 Prueba Villafranca de Ordizia · 
 GP Industria & Artigianato-Larciano · 
 Ronde van Toscane · 
 Circuito de Getxo · 
 Polynormande · 
 RideLondon Classic · 
 GP Stad Zottegem · 
 Dutch Food Valley Classic · 
 Châteauroux Classic de l'Indre · 
 Druivenkoers Overijse · 
 Ronde van Veneto · 
 Schaal Sels · 
 Memorial Rik Van Steenbergen · 
 Brussels Cycling Classic · 
 GP Fourmies · 
 Ronde van de Doubs · 
 GP Jef Scherens · 
 Coppa Bernocchi · 
 Coppa Agostoni · 
 GP van Wallonië · 
 Ronde van de Drie Valleien · 
 Kampioenschap van Vlaanderen · 
 Memorial Marco Pantani · 
 Grote Prijs Impanis-Van Petegem · 
 GP van Isbergues · 
 GP Industria & Commercio di Prato · 
 Omloop van het Houtland · 
 Duo Normand · 
 Milaan-Turijn · 
 Ronde van Piëmont · 
 Ronde van het Münsterland · 
 Pro Cycling Marathon · 
 Ronde van de Vendée · 
 Memorial Frank Vandenbroucke · 
 Coppa Sabatini · 
 Parijs-Bourges · 
 Ronde van Emilia · 
 GP Beghelli · 
 Parijs-Tours · 
 Nationale Sluitingsprijs · 
 Ronde van Romagna · 
 Chrono des Nations